# Ichneumon stagniphilos
Ichneumon stagniphilos là một loài tò vò trong họ Ichneumonidae.